# Сальїкело (округ)
Округ Сальїкело (ісп. Salliqueló) — адміністративно-територіальна одиниця 2-ого рівня у провінції Буенос-Айрес в центральній Аргентині. Адміністративний центр округу — Сальїкело (ісп. Salliqueló).
Населення округу становить 8644 особи (2010). Площа — 797 кв. км.

## Історія
Округ заснований у 1961 році.

## Населення
У 2010 році населення становило 8644 особи. З них чоловіків — 4217, жінок — 4427.

## Політика
Округ належить до 6-ого виборчого сектору провінції Буенос-Айрес.